# Gökcan Kaya
Gökcan Kaya (* 7. August 1995) ist ein dänischer Fußballspieler auf der Position eines Mittelfeldspielers.

## Karriere

### Verein
Der am 7. August 1995 geborene türkischstämmige Gökcan Kaya verbrachte einen Großteil seiner Jugendkarriere beim Randers FC aus der Hafenstadt Randers in Ost-Jütland. Als 16-Jähriger unterschrieb er im Mai 2012 einen Jugendvertrag mit einer Laufzeit von drei Jahren, der ihn dazu bemächtigte, auch im Profifußball eingesetzt zu werden. Zu diesem Zeitpunkt agierte er vor allem als Schlüsselfigur in der vereinseigenen U-17-Mannschaft, kam jedoch auch bereits zu seinen Einsätzen im U-19-Kader, dem er in den nachfolgenden Jahren hauptsächlich angehörte. Weiter war er bereits das eine oder andere Mal im Reservekader der Profis im Einsatz. Zu diesem Zeitpunkte besuchte er gerade die zehnte Klasse der Randers Realskole und begann im Sommer 2012 eine dreijährige Ausbildung am Randers ElitesportsCollege. Über den Nachwuchskoordinator Peter Elstrup, der kurzzeitig auch die Geschicke des Profiteams leitete, wurde er allmählich an die Erstligamannschaft herangeführt und saß in der Saison 2013/14 erstmals im Ligageschehen der Profis auf der Ersatzbank. Zum ersten Mal nahm er dabei im Rückspiel der dritten Qualifikationsrunde zur UEFA Europa League 2013/14 am 8. August 2013 auf der Bank Platz. Bis zum Saisonende der Superliga, das Randers auf dem siebenten Rang abschloss, saß Kaya in insgesamt sechs Ligapartien uneingesetzt auf der Bank. Auch in der nachfolgenden Spielzeit 2014/15 kam der Mittelfeldakteur zumeist nur im vereinseigenen Nachwuchs zum Einsatz und saß nur im Saisoneröffnungsspiel gegen Esbjerg fB ein einziges Mal uneingesetzt auf der Ersatzbank. In der zweiten Runde des dänischen Fußballpokals 2014/15 kam Gökcan Kaya am 23. September 2014 zu seinem Pflichtspieldebüt für den Randers FC.
Beim 7:1-Kantersieg über den unterklassig agierenden Kolding Boldklub kam er in der 62. Spielminute für Mads Fenger auf den Rasen und saß in den nachfolgenden beiden Pokalspielen wieder ohne Einsatz auf der Bank. Randers kam dabei bis ins Viertelfinale, in dem Kaya nicht mehr im Kader stand, wo es erst im Elfmeterschießen gegen den späteren Pokalsieger FC Kopenhagen ausschied. Mit der Profimannschaft rangierte er im Endklassement der dänischen Superliga hinter Brøndby IF (Dritter), FC Kopenhagen (Zweiter) und FC Midtjylland (Erster) auf dem vierten Platz und qualifizierte sich so für die erste Qualifikationsrunde der UEFA Europa League 2015/16. In dieser bezwang das Team die UE Sant Julià aus Andorra, schied aber bereits in der darauffolgenden Runde gegen IF Elfsborg aus Schweden aus. Während dieser Zeit trat Gökcan Kaya, dessen Dreijahresvertrag mittlerweile ausgelaufen war, einen Wechsel zum Ligakonkurrenten Hobro IK an. Dabei unterzeichnete er einen Einjahresvertrag und wurde vom Sportdirektor Jens Hammer Sørensen als „technisch versierter Spieler mit großem Entwicklungspotenzial“ beschrieben. Im Ligageschehen der dänischen Superliga 2015/16 wurde Gökcan Kaya erstmals von Beginn an eingesetzt und gab unter Jonas Dal sein Erstligadebüt, als er bei der 0:3-Niederlage gegen den Odense BK von Beginn an spielte und ab der 71. Minute durch Kasper Povlsen ersetzt wurde. Nachdem Jonas Dal, nach lediglich einem Sieg und zwei Unentschieden nach zwölf Ligapartien, von seiner Tätigkeit freigestellt wurde, kam er auch unter Interimstrainer Lars Justesen zu seinen Ligaeinsätzen. Bis zu diesem Zeitpunkt hatte sich Gökcan Kaya in der abstiegsgefährdeten Mannschaft zu einem Stammspieler entwickelt; dies änderte sich nach der Übernahme des Traineramtes durch Ove Pedersen gegen Ende November 2015. Unter Pedersen kam er nur mehr selten zu Einsätzen und war dann nur als Ersatzspieler aktiv. Unter dem erfahrenen Ove Petersen gelang in bisher (Stand: 28. April 2016) zehn Ligapartien kein einziger Sieg; Hobro IK rangiert dabei abgeschlagen auf dem letzten Tabellenplatz.
Im Sommer 2016 wechselte er zum türkischen Zweitligisten Manisaspor und eine halbe Saison später zum Istanbuler Drittligisten Tuzlaspor.
Im Sommer 2021 vollzog Kaya den ablösefreien Wechsel zum Zweitligaaufsteiger Eyüpspor.

### Nationalmannschaft
Erste Erfahrungen in einer Nachwuchsnationalmannschaft seines Heimatlandes sammelte Gökcan Kaya im Jahre 2013, als er erstmals in der dänischen U-18-Auswahl eingesetzt wurde. Dabei debütierte er am 25. April 2013 in einem Freundschaftsspiel gegen die Alterskollegen aus Serbien, als er von Beginn an spielte und ab der 65. Minute durch Mark Kongstedt ersetzt wurde. Dies blieb auch sein einziger Länderspieleinsatz für Dänemarks U-18. Ein Jahr später kam er beim Turnier in La Manga erstmals für die dänischen U-19-Junioren zum Einsatz. Dabei kam er im Februar 2014 in allen drei Spielen seiner Mannschaft zum Einsatz, ehe er abermals ein Jahr später zum ersten Mal für die dänische U-20-Nationalmannschaft auflief. Das Freundschaftsspiel gegen Schweden am 12. Oktober 2015 endete in einem 1:0-Erfolg der Dänen, wobei Gökcan Kaya von Beginn an agierte und ab der 63. Minute für Mathias Jensen ausgewechselt wurde.